# 大坂夏の陣 (映画)
『大坂夏の陣』（おおさかなつのじん）は、1937年に公開された衣笠貞之助監督の日本映画。

## スタッフ
- 監督 - 衣笠貞之助[2]
- 脚本 - 衣笠貞之助、藤井滋司[2]
- 原作 - 衣笠貞之助[2]
- 撮影 - 杉山公平[1][3]
- 音楽 - 深井史郎[1]

## キャスト
- 林長二郎[2] - 坂崎出羽守[1][4]
- 阪東寿之助 - 鷲塚新六[1]
- 藤野秀夫 - 徳川家康[1]
- 浅香新八郎[2] - 徳川秀忠[1]
- 薄田研二 - 本多佐渡[1]
- 高田浩吉[2] - 本多正純[1]
- 上山草人 - 盤獄[1]
- 月形龍之介[2] - 柳生但馬守[1]
- 坂東好太郎[2] - 豊臣秀頼[1]
- 山田五十鈴[2] - 千姫[1]
- 東山千栄子[2] - 淀君[1]
- 松本泰輔[2] - 大野治長[1]
- 阪東橘之助 - 大野治房[1]
- 山路義人 - 隼勘兵衛
- 新妻四郎 - 青鷺兵衛
- 風間宗六 - 鵜飼小平太
- 高松錦之助 - 鳥居源四郎
- 永井柳太郎
- 井上久栄[1][2]

## 受賞歴
- 1937年度 第14回キネマ旬報賞
  - 日本映画ベスト・テン9位 『大坂夏の陣』（衣笠貞之助監督）[5]

## エピソード
1937年（昭和12年）3月19日、松竹・下加茂撮影所のスタッフがエキストラ10余名を雇い姫路城で戦闘シーンの撮影を行った。撮影班は硝煙を張るためにマグネシウムの使用を申請して却下されていたが撮影を強行。「ろの門」付近の土塀や石垣にマグネシウムを仕掛けて点火したところ、想定を超える爆発となり吹き飛んだ石垣が見物人を直撃し、死者1人と複数の負傷者を出した。
事故当時、姫路城は土塀や石垣などの周辺構造物も含めて国宝（旧国宝）に指定されていたが、古社寺保存法の保護下にあった神社仏閣ほど厳格な保存義務は課されておらず、このような撮影が許されたとの指摘もある。